# 阿馬科斯特山
71°38′S 166°1′E / 71.633°S 166.017°E
阿馬科斯特山（英語：Mount Armagost），是南極洲的山峰，位於維多利亞地的彭內爾海岸，處於米拉比托山脈和霍姆蘭山脈之間，海拔高度2,040米，美國地質調查局根據測量和美國海軍拍攝的空中照片繪入地圖，現時由南極條約體系管理。